# Средиземноморская раса

Ирландец, средиземноморский тип из книги Огастеса Генри Кина «Человек, прошлое и настоящее», 1899

Средиземноморская раса (англ. Mediterranean race) — устаревшая историческая концепция, которая выделяла подрасу европеоидной расы по классификации антропологов в конце XIX — середине XX веков. Выделена под названием homo mediterranaeus французским антропосоциологом Ж. В. Лапужем в конце XIX века. В первой половине XX века термин широко употреблялся антропологами (в частности, эту расу выделяли У. Рипли, Э. Эйкштедт, К. Кун).

## Характерные признаки
Характеризуется кожей светлых или (в отличие от остальных европеоидов) смуглых оттенков, тёмными волнистыми или прямыми волосами, карими или (значительно реже) смешанных оттенков глазами, обильным или средним ростом бороды и обволошенностью тела у мужчин. Лицо довольно высокое и по европейским масштабам очень узкое; скуловая ширина среди европеоидов минимальная. Складка верхнего века развита слабо, часто отсутствует. Нос относительно крупный, узкий, обычно с прямой, но нередко с выпуклой спинкой. Слизистые губ тонкие или средние, верхняя губа чаще короткая. Черепная коробка средняя или небольшая, мезо- или долихокефальная, чаще с высоким сводом. Надбровный рельеф обычно развит слабо, нередко выражены лобные бугры. Преобладает удлинённый (долихоморфный) тип телосложения. Рост варьирует от довольно низкого (в Средиземноморье) до высокого (в Северной Индии).
Среди этой расы выделяется много разновидностей, восточноевропейская разновидность средиземноморской расы называется понтийской расой.

## Представители
К средиземноморской расе относят большую часть населения Пиренейского полуострова, юго-западной Франции, южной и центральной Италии, южной Греции, островов Средиземного моря.

## Атланто-средиземноморская раса
Выделяется многими антропологами. Это высокорослый, узколицый средиземноморец. Атланто-средиземноморская раса распространена во всей юго-западной Европе, в частности, в Португалии, в Испании, северной Италии и южной Франции.
Отличия от грацильного средиземноморского типа:
- Более узкое лицо.
- Высокий рост.
- Удлинение головного указателя — долихокефалия.